# Marián Gáborík
Marián Gáborík, född 14 februari 1982 i Trenčín, Tjeckoslovakien, är en slovakisk professionell ishockeyspelare som spelar för Ottawa Senators i NHL.
Han har tidigare spelat för Los Angeles Kings, Columbus Blue Jackets, New York Rangers och Minnesota Wild.

## Klubblagskarriär

### Minnesota Wild
Gáborík valdes av Minnesota Wild i NHL-draften 2000 som 3:e spelare totalt.

#### Lockout
Gáborík spelade under NHL-lockouten 2004–05 en del av säsongen med Färjestad BK i Elitserien. Gáborík gjorde 10 poäng på 12 matcher och vann SM-silver med Färjestad.
21 december 2007 skrev Gáborík in sig i rekord- och historieböckerna efter att ha gjort 6 poäng, 5 mål och 1 assist, i samma match för Minnesota Wild mot New York Rangers. Efteråt hyllades Gáborík enormt.

### New York Rangers
Inför säsongen 2009–10 skrev Gáborík som free agent på ett kontrakt med New York Rangers. Under sin debutsäsong i Rangers gjorde Gáborík 42 mål, 44 assist för totalt 86 poäng på 76 matcher.

### Columbus Blue Jackets
Den 3 april 2013 blev han tillsammans med Steven Delisle och Blake Partlett tradad till Columbus Blue Jackets i utbyte mot Derick Brassard, Derek Dorsett, John Moore och ett draftval i sjätte rundan 2014.

### Los Angeles Kings
Columbus tradade Gáborík till Los Angeles Kings den 4 mars 2014 i utbyte mot Matt Frattin och två draftval i andra rundan 2014.

### Ottawa Senators
13 februari 2018 blev han tradad tillsammans med Nick Shore till Ottawa Senators i utbyte mot Dion Phaneuf och Nate Thompson.

## Landslagskarriär
Gáborík har spelat VM-turneringarna 2001, 2004, 2005 och 2007 med det slovakiska landslaget. Han har också deltagit i OS-turneringarna 2006 och 2010.

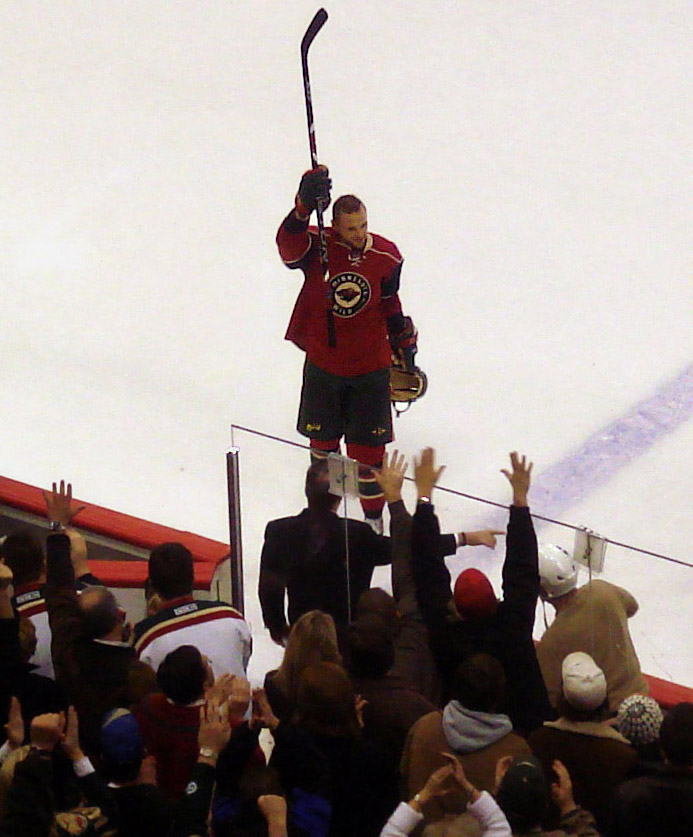
Gáborík i Minnesota Wilds tröja efter sina fem mål mot New York Rangers.

## Meriter
- JVM-brons 1999
- SM-silver 2005
- Uttagen till NHL:s All Star-match 2003, 2008, 2012
- Stanley Cup 2014

## Statistik
PP = Mål i Power Play, BP = Mål i Boxplay, MA = Matchavgörande mål

### Klubbkarriär
| 2000–01    | Minnesota Wild        | NHL        | 71  | 18  | 18  | 36  | 32  | -6  | 6   | 0 | 3  | —  | —  | —  | —  | —  |
| 2001–02    | Minnesota Wild        | NHL        | 78  | 30  | 37  | 67  | 34  | 0   | 10  | 0 | 4  | —  | —  | —  | —  | —  |
| 2002–03    | Minnesota Wild        | NHL        | 81  | 30  | 35  | 65  | 46  | +12 | 5   | 1 | 8  | 18 | 9  | 8  | 17 | 6  |
| 2003–04    | Dukla Trenčín         | Extraliga  | 9   | 10  | 3   | 13  | 10  | +9  | —   | — | —  | —  | —  | —  | —  | —  |
| 2003–04    | Minnesota Wild        | NHL        | 65  | 18  | 22  | 40  | 16  | +10 | 3   | 0 | 4  | —  | —  | —  | —  | —  |
| 2004–05    | Dukla Trenčín         | Extraliga  | 29  | 25  | 27  | 52  | 46  | +43 | —   | — | —  | 12 | 8  | 9  | 17 | 26 |
| 2004–05    | Färjestad BK          | Elitserien | 12  | 6   | 4   | 10  | 45  | +8  | —   | — | —  | —  | —  | —  | —  | —  |
| 2005–06    | Minnesota Wild        | NHL        | 65  | 38  | 28  | 66  | 64  | +6  | 10  | 2 | 7  | —  | —  | —  | —  | —  |
| 2006–07    | Minnesota Wild        | NHL        | 48  | 30  | 27  | 57  | 40  | +12 | 12  | 1 | 7  | 5  | 3  | 1  | 4  | 8  |
| 2007–08    | Minnesota Wild        | NHL        | 77  | 42  | 41  | 83  | 63  | +17 | 11  | 1 | 8  | 6  | 0  | 1  | 1  | 4  |
| 2008–09    | Minnesota Wild        | NHL        | 17  | 13  | 10  | 23  | 2   | +3  | 2   | 1 | 2  | —  | —  | —  | —  | —  |
| 2009–10    | New York Rangers      | NHL        | 76  | 42  | 44  | 86  | 37  | +15 | 14  | 1 | 4  | —  | —  | —  | —  | —  |
| 2010–11    | New York Rangers      | NHL        | 62  | 22  | 26  | 48  | 18  | +8  | 7   | 0 | 4  | 5  | 1  | 1  | 2  | 2  |
| 2011–12    | New York Rangers      | NHL        | 82  | 41  | 35  | 76  | 34  | +15 | 10  | 0 | 7  | 20 | 5  | 6  | 11 | 2  |
| 2012–13    | New York Rangers      | NHL        | 35  | 9   | 10  | 19  | 8   | -8  | 1   | 0 | 4  | —  | —  | —  | —  | —  |
| 2012–13    | Columbus Blue Jackets | NHL        | 12  | 3   | 5   | 8   | 6   | +5  | 0   | 0 | 1  | —  | —  | —  | —  | —  |
| 2013–14    | Columbus Blue Jackets | NHL        | 22  | 6   | 8   | 14  | 6   | 0   | 0   | 0 | 0  | —  | —  | —  | —  | —  |
| 2013–14    | Los Angeles Kings     | NHL        | 19  | 5   | 11  | 16  | 4   | +7  | 1   | 0 | 0  | 26 | 14 | 8  | 22 | 6  |
| 2014–15    | Los Angeles Kings     | NHL        | 69  | 27  | 20  | 47  | 16  | +7  | 11  | 0 | 2  | —  | —  | —  | —  | —  |
| 2015–16    | Los Angeles Kings     | NHL        | 54  | 12  | 10  | 22  | 20  | -6  | 1   | 0 | 3  | 4  | 0  | 1  | 1  | 2  |
| NHL totalt | NHL totalt            | NHL totalt | 933 | 386 | 387 | 773 | 450 | +97 | 104 | 7 | 68 | 84 | 32 | 26 | 58 | 30 |

### Internationellt
| År            | Lag           | Turnering     |    | Matcher | Mål | Assist | Poäng | Utv |
| ------------- | ------------- | ------------- | -- | ------- | --- | ------ | ----- | --- |
| 1999          | Slovakien     | JVM           | 6  | 3       | 0   | 3      | 2     |     |
| 1999          | Slovakien     | U18 VM        | 7  | 3       | 8   | 11     | 2     |     |
| 2000          | Slovakien     | JVM           | 7  | 3       | 1   | 4      | 0     |     |
| 2000          | Slovakien     | U18 VM        | 6  | 6       | 2   | 8      | 12    |     |
| 2001          | Slovakien     | VM            | 7  | 2       | 1   | 3      | 0     |     |
| 2004          | Slovakien     | VM            | 9  | 4       | 2   | 6      | 4     |     |
| 2004          | Slovakien     | WC            | 4  | 1       | 0   | 1      | 2     |     |
| 2005          | Slovakien     | VM            | 7  | 3       | 1   | 4      | 6     |     |
| 2006          | Slovakien     | OS            | 6  | 3       | 4   | 7      | 4     |     |
| 2007          | Slovakien     | VM            | 6  | 5       | 6   | 11     | 14    |     |
| 2010          | Slovakien     | OS            | 7  | 4       | 1   | 5      | 6     |     |
| 2011          | Slovakien     | VM            | 6  | 2       | 1   | 3      | 0     |     |
| 2015          | Slovakien     | VM            | 7  | 4       | 2   | 6      | 8     |     |
| Junior totalt | Junior totalt | Junior totalt | 26 | 15      | 11  | 26     | 16    |     |
| Senior totalt | Senior totalt | Senior totalt | 59 | 28      | 18  | 46     | 44    |     |